# Bluebird Records
Pour les articles homonymes, voir Bluebird.
Bluebird est un label discographique américain, actif entre 1933 et 1950. Le label est une ancienne filiale de RCA et Sony Music Entertainment. Durant son existence, le label publie des rééditions du catalogue Victor et des originaux à petit prix. Il aborde différents genres musicaux, notamment le jazz, le blues, la musique country et les musiques traditionnelles. Il opère jusqu'en 1950.

## Histoire
Bluebird, filiale de la maison de disques RCA Victor, est lancée en 1933. La maison-mère a fixé le prix de ses disques à 75 cents, mais, dans le contexte de la Grande Dépression, des tests marketing révèlent le potentiel d'un label commercialisant des 78 tours à petit prix. Pour sa filiale, Victor choisit un montant de 35 cents, comparable à celui couramment pratiqué depuis les années 1920 dans le domaine de la musique populaire,. Elle répond ainsi à d'autres firmes suivant une stratégie de baisse des prix pour enrayer la chute de leurs ventes, comme la branche américaine de Decca Records et les filiales d'American Record Company (en) (ARC). En outre, les disques Bluebird sont disponibles par correspondance grâce à un accord passé avec la chaîne de magasins Montgomery Ward. 
La première référence du label Bluebird est éditée en avril 1933. La réponse du public à la politique de petit prix étant jugé positive, RCA décide de faire éditer tous ses artistes de Rhythm and blues et de musique country sous l'étiquette Bluebird,. Bluebird ne dispose pas de son propre staff, le label est dirigé par des employés de RCA Victor. Bluebird opère par intermittence durant la Seconde Guerre mondiale, RCA Victor décide de suspendre ses opérations en 1950, mais emploie encore son nom à plusieurs reprises. En 1953, pour éditer une série d'albums vendus à prix réduit, puis en 1956 pour une série de disques pour enfants. Par la suite, l'étiquette Bluebird est encore utilisée pour commercialiser des rééditions,.

## Catalogue

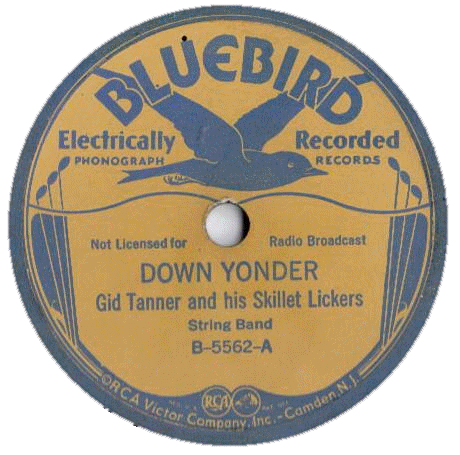
Étiquette du single Down Yonder de Gid Tanner and the Skillet Lickers, édité par Bluebird Records en 1934.

Le catalogue Bluebird comprend des artistes reconnus, sous contrat avec la maison mère du label, comme Jelly Roll Morton, Bennie Moten, ou encore King Oliver. Le label couvre plusieurs genres. 
Bluebird édite les disques d'orchestres de jazz dirigés principalement par des musiciens blancs, comme le clarinettiste Artie Shaw, qui enregistrera par la suite pour Victor Records, ou encore le saxophoniste Charlie Barnet. À la fin des années 1930, le label compte dans ses rangs le cornettiste Muggsy Spanier et son Ragtime Band, qui anticipe le mouvement « dixieland revival ». Shep Fields et son Rippling Rhythm Jazz Orchestra ont également enregistré pour Bluebird Records dans les années 1930 et 1940.
Parmi les nombreux guitaristes et pianistes de blues distribués par Bluebird figurent Big Joe Williams, Leroy Carr et Tampa Red. À la fin des années 1930, des musiciens de Chicago tels Sonny Boy Williamson I, Big Bill Broonzy et Washboard Sam popularisent un style baptisé « Bluebird beat » par le critique Samuel Charters.
Bluebird réédite des titres de musique country parus chez RCA Victor et réalise de nouveaux enregistrements. Le label publie notamment les chanteurs Jimmie Rodgers, Bill Boyd et Cliff Carlisle et des groupes comme Carter Family, The Blue Sky Boys (en) et The Monroe Brothers,. Il se concentre sur la scène du sud-est du pays, alors que ses concurrents Decca Records et American Record Company (en) prospectent plutôt dans l'ouest américain en signant des artistes pratiquant le genre western swing.
Le label commercialise des séries à destination du public hispanique. Des disques de musiques traditionnelles d'Europe et d'Amérique, musique cadienne et tejano, entre autres, figurent également au catalogue.